# Capriccio (musica)
Il capriccio è un tipo di composizione caratterizzato da una certa libertà di realizzazione. 
Molto in uso nel XVII sec., in parte simile al ricercare e alla fantasia, è dunque di tipo contrappuntistico (Frescobaldi), o virtuosistico (Paganini).
Nella letteratura musicale sono presenti capricci per diversi strumenti solisti o anche per formazioni orchestrali (come il Capriccio italiano di Čajkovskij o il Capriccio spagnolo di Rimskij-Korsakov), ma i più famosi sono i 24 Capricci per violino solo di Niccolò Paganini, composizioni estremamente virtuosistiche e tecnicamente difficili.

## Storia
Nel XVI secolo si diffuse il capriccio vocale, derivato dal madrigale con varianti antiformalistiche, come nella Triaca musicale di Giovanni Croce.
Nel XVII secolo si delineò la forma del capriccio cembalo-organistico, come nel caso di Frescobaldi che formò i suoi capricci su soggetti quali la bergamasca e il cucù.
Durante il XVIII secolo il capriccio fu sinonimo di toccata, fantasia e sonata e quindi alle volte composto di più tempi, come nel caso del Capriccio sopra la lontananza del suo fratello dilettissimo composto da Bach.
In questo stesso periodo, il termine venne utilizzato anche come sinonimo di cadenza, indicando una sezione di un brano eseguita dal solista senza accompagnamento, "a capriccio", cioè in maniera del tutto arbitraria, il più delle volte improvvisando, senza alcun rispetto del tempo e del materiale tematico della composizione di cui fa parte. Molto noti sono i 24 Capricci per violino solo op.1  di Niccolò Paganini oppure, contenuti ne L'arte del violino, i 12 concerti per violino ed orchestra d'archi op. 3 di Pietro Locatelli, pubblicati ad Amsterdam nel 1733.
Dalla fine del XVIII secolo e per tutto il secolo seguente si diffusero i capricci pianistici, brevi, rapidi e liberi da leggi formali costanti, come nel caso di Ludwig van Beethoven e di Felix Mendelssohn.